# Choerodrys
Choerodrys är ett släkte av skalbaggar. Choerodrys ingår i familjen vivlar.
Kladogram enligt Catalogue of Life:
| Choerodrys | \| \| Choerodrys korbi \| \| \| \| |
|            | \| \| Choerodrys korbi \| \| \| \| |
|            | Choerodrys korbi                   |
|            |                                    |